# Gottfried Feder
Gottfried Feder (ur. 27 stycznia 1883 w Würzburgu, zm. 24 września 1941 w Murnau am Staffelsee) – niemiecki ekonomista oraz jeden z czołowych członków niemieckiej partii nazistowskiej (NSDAP) w początkowym okresie jej istnienia. Feder był partyjnym teoretykiem ekonomii. Podobno, to właśnie jego wykład wygłoszony w roku 1919 zachęcił Adolfa Hitlera, by wstąpić do DAP.

## Przed I wojną światową i założeniem DAP
Feder przyszedł na świat w Würzburgu (w Niemczech). Był synem państwowego urzędnika Hansa Federa oraz Matyldy Feder (z domu Luz). Po ukończeniu szkół humanistycznych w Ansbach i Monachium, podjął studia inżynieryjne w Berlinie oraz w Zurychu (w Szwajcarii). Po uzyskaniu dyplomu ukończenia uczelni, w roku 1908 założył firmę budowlaną. Spółka ta prowadziła szczególnie intensywną działalność na terenie Bułgarii, gdzie wzniosła kilka biurowców.
W roku 1917 Feder podjął na własną rękę naukę polityki finansowej oraz ekonomii. W okresie I wojny światowej wykrystalizowały się jego krytyczne poglądy odnośnie do klasy zamożnych bankierów. W roku 1919 napisał „Manifest o zerwaniu kajdanów zysku” („Brechung der Zinsknechtschaft”). Kolejnym krokiem Federa było utworzenie „jednostki specjalnej”, która domagała się nacjonalizacji wszystkich banków i odebraniu im zysków.
W tym samym roku Feder, wraz z Antonem Drexlerem, Dietrichem Eckartem oraz Karlem Harrerem, założyli Niemiecką Partię Robotniczą (Deutsche Arbeiterpartei, DAP), która rok później przekształciła się w NSDAP.
Adolf Hitler zapoznał się z Federem latem 1919 r. Feder został jego nauczycielem i doradcą w sprawach finansowych i ekonomicznych. To właśnie za sprawą Federa Hitler stał się zagorzałym przeciwnikiem „żydowskiego kapitalizmu”.

## Lata 20. XX wieku
W lutym 1920 r., wraz z Adolfem Hitlerem oraz Antonem Drexlerem, Feder (który był jednocześnie członkiem okultystycznego Towarzystwa Thule) sporządził tzw. „25 punktów”, które reasumowały poglądy partii i wprowadzały do jej programu elementy antykapitalistyczne, przeforsowane przez Federa. W dniu ogłoszenia manifestu programowego partii, 24 lutego 1920r, na wiecu zgromadziło się ponad 2 tys. osób.
Feder uczestniczył w zorganizowanym przez Hitlera puczu monachijskim. Po aresztowaniu Hitlera, Feder pozostał na wolności i utrzymał się w gronie przywódców partii. W wyniku wyborów do Reichstagu, przeprowadzonych w roku 1924, zdobył miejsce w parlamencie. Feder utrzymał mandat poselski do roku 1936. W międzyczasie opowiadał się za zamrożeniem stóp procentowych oraz wywłaszczeniem obywateli pochodzenia żydowskiego. Feder ugruntował swoje stanowisko przedstawiciela antykapitalistycznego skrzydła partii nazistowskiej. Na przestrzeni lat 20. i 30. XX wieku opublikował kilka referatów, m.in.: „Narodowe i społeczne podstawy państwa niemieckiego” (1920), „Program polityczny NSDAP i światopogląd, na którym jest on oparty” („Das Programm der NSDAP und seine weltanschaulichen Grundlagen”, 1927) oraz „Czego pragnie Adolf Hitler” („Was will Adolf Hitler”, 1931).
Poglądy na sprawy finansowe i ekonomiczne wyrażane przez partię nazistowską, w początkowym okresie jej działalności, były dziełem Gottfrieda Federa. Jednak gdy w roku 1931 został on przewodniczącym partyjnej rady gospodarczej, poprzez swoje antykapitalistyczne poglądy doprowadził do wycofania się największych niemieckich przemysłowców z finansowania NSDAP. Za namową Walthera Funka, Alberta Voeglera, Gustava Kruppa, Friedricha Flicka, Fritza Thyssena, Hjalmara Schachta oraz Emile'a Kirdorfa, Hitler postanowił pozbawić Federa decydującej roli w polityce gospodarczej partii. W roku 1933, gdy Hitler otrzymał upragnione stanowisko kanclerza Rzeszy (Reichskanzler), mianował Federa podsekretarzem w ministerstwie gospodarki (lipiec 1933). Nominacja nie zaspokoiła ambicji Federa, gdyż liczył on na znacznie wyższe stanowisko.

## W okresie panowania nazistów
Po zwycięstwie wyborczym NSDAP, Feder nadal wydawał swoje publikacje, m.in.: „Walkę ze światową finansjerą” („Kampf gegen die Hochfinanz”, 1933) oraz antysemicki referat pt. „Żydzi” („Die Juden”, 1933). W roku 1934 objął stanowisko komisarza Rzeszy (Reichskommissar).
W roku 1939 Feder napisał rozprawę pt. „Nowe miasto” („Die Neue Stadt”). Przedstawił w niej własną koncepcję miasta-ogrodu. Proponował tworzenie „zielonych miast”, zamieszkanych średnio przez 20 tys. ludzi. Miasta te miały być podzielone na dziewięć samodzielnych jednostek i otoczone terenami rolniczymi. Według jego zamysłu, każde z tych miast powinno być w pełni niezależne i samowystarczalne. Szczegółowe plany dotyczące codziennego życia w takich miejscowościach do dziś są przedmiotem dyskusji. W przeciwieństwie do większości teoretyków idei miasta-ogrodu, Feder uważał, że obszary miejskie powinno się przekształcać poprzez podział istniejącej zabudowy na pomniejsze, samowystarczalne gminy. Koncepcja tworzenia samodzielnych osiedli, tworzących wspólnie średniej wielkości miasta, została zrealizowana w Japonii przez Uzo Nishiyamę. Zastosowano ją również w epoce budowy tzw. „nowych miast” w Japonii.
Po czystce partyjnej, która miała miejsce podczas tzw. nocy długich noży w czerwcu 1934 r. (gdy zamordowano przywódców SA, m.in. Ernsta Röhma i Gregora Strassera), Feder powoli wycofywał się z rządu. W grudniu 1936 r. podjął pracę wykładowcy w Wyższej Szkole Technicznej w Berlinie (Technische Hochschule). Na uczelni pracował właściwie do swojej śmierci w dniu 24 września 1941 r. w Murnau am Staffelsee.